# Ludacris

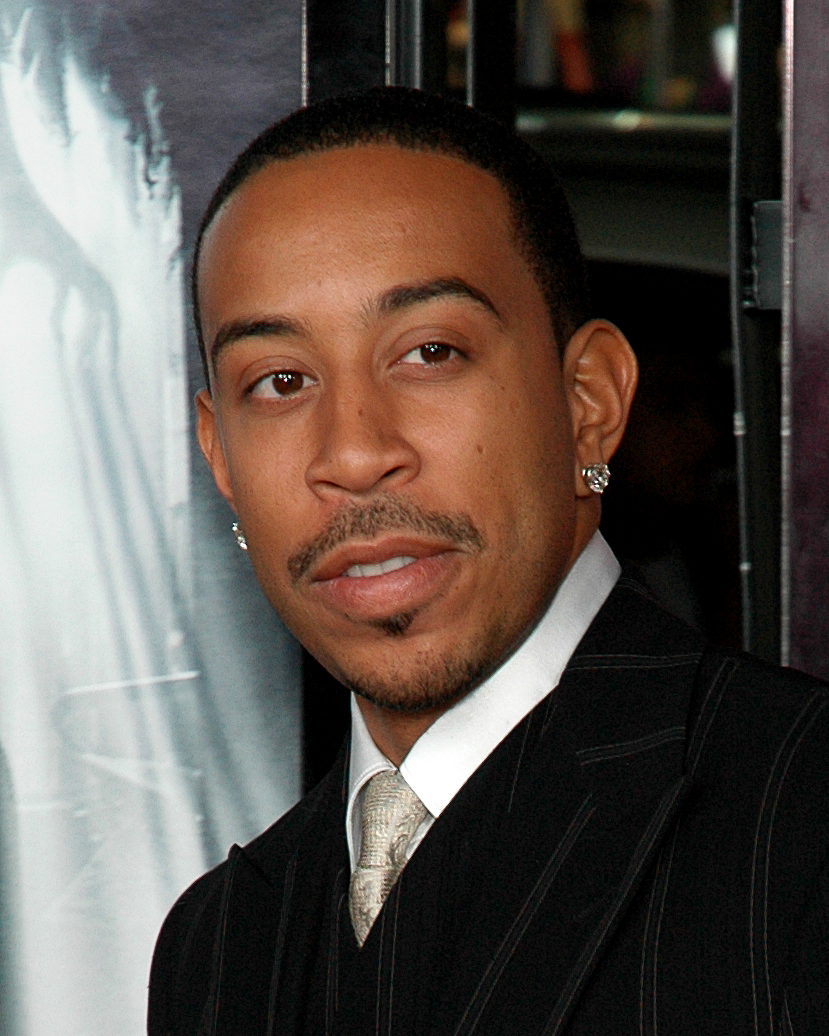
Ludacris (2008)

Ludacris (* 11. September 1977 in Champaign, Illinois; eigentlich Christopher Brian Bridges) ist ein US-amerikanischer Rapper und Schauspieler.

## Karriere
Ludacris begann seine Karriere 1998 zunächst mit einem Gastbeitrag auf einer Produktion des Rap-Produzenten Timbaland. Anfang 2000 veröffentlichte er auf dem Independent-Label Disturbing tha Peace sein erstes Album Incognegro, das sich, da Ludacris sehr gute Kontakte zu den Radiosendern hatte, zu einem regionalen Hit entwickelte. Um es zu finanzieren, nahm er einen Job bei dem bekannten Hip-Hop-Sender Hot 97.5 an.
Durch diesen Erfolg wurde das renommierte Rap-Label Def Jam auf Ludacris aufmerksam und nahm ihn unter Vertrag. 2000 brachte Def Jam Ludacris’ erstes Album, um einige neue Produktionen ergänzt, unter dem Titel Back for the First Time erneut auf den Markt. Sein Folgealbum Word of Mouf erreichte im Herbst 2001 Platz 3 der amerikanischen Billboard-Charts.
Christopher Brian Bridges gab sich seinen Künstlernamen in Anspielung an das englische Adjektiv „ludicrous“ (deutsch: lustig, lächerlich). Gemeinsam mit OutKast und Goodie Mob gehört er (nach den Geto Boys und Scarface) zur zweiten Generation der Dirty-South-Bewegung. Mit der Single „What’s Your Fantasy“ (ein explizites Duett über sexuelle Fantasien) entwickelte er 2000 diese Hip-Hop-Spielart aus dem US-amerikanischen Süden weiter.
2004 entstand in Zusammenarbeit mit dem R&B-Sänger Usher und dem Rapper Lil Jon die Single Yeah!. Im April 2004 belegte er damit gleichzeitig in den USA, in Großbritannien und in Deutschland Platz 1 der Charts. Am 19. Februar 2007 trat Ludacris bei einem Konzert von Prince als musikalischer Gast auf.
Wie auch andere Rapper zog es ihn im Jahr 2001 ins Filmgeschäft. Die erste große Rolle spielte Ludacris in dem Kinofilm 2 Fast 2 Furious. Zudem war er in dem Film L.A. Crash (2004) zu sehen. Danach hatte er unter anderem Rollen in Max Payne (2008), Gamer (2009), Fast & Furious Five (2011), Fast & Furious 6 (2013), Fast & Furious 7 (2015), Fast & Furious 8 (2017), Fast & Furious 9 (2021) und Fast & Furious 10 (2023). In den meisten seiner Filme wird er von Jan Odle synchronisiert.
2008 hatte er seinen ersten Auftritt in Deutschland auf den Hip Hop Open in Stuttgart. Ein Jahr später folgte beim Openair Frauenfeld sein erster Auftritt auf Schweizer Boden.
Am 12. August 2010 gab Ludacris bekannt, dass er am neunten Album arbeite, unter anderem mit The Neptunes. Das Album werde Ludaversal heißen und sollte am 11. September 2012 erscheinen. Das Album erschien jedoch nicht an dem angegebenen Veröffentlichungstermin, sondern wurde auf das erste Quartal von 2013 gesetzt. Jingalin ist die erste Singleauskopplung. Die zweite Single Representin mit Kelly Rowland wurde zum ersten Mal am 31. August 2012 im Radio gespielt. 2014 erschien die EP Burning Bridges, von welcher die Single-Auskoppelung Good Lovin’ (feat. Miguel) im Dezember 2014 erschien. Das Album Ludaversal wurde schließlich erst 2015 veröffentlicht.

## Diskografie
Studioalben

| Jahr | Titel                   | Höchstplatzierung, Gesamtwochen, AuszeichnungChartplatzierungen (Jahr, Titel, Platzierungen, Wochen, Auszeichnungen, Anmerkungen) | Höchstplatzierung, Gesamtwochen, AuszeichnungChartplatzierungen (Jahr, Titel, Platzierungen, Wochen, Auszeichnungen, Anmerkungen) | Höchstplatzierung, Gesamtwochen, AuszeichnungChartplatzierungen (Jahr, Titel, Platzierungen, Wochen, Auszeichnungen, Anmerkungen) | Höchstplatzierung, Gesamtwochen, AuszeichnungChartplatzierungen (Jahr, Titel, Platzierungen, Wochen, Auszeichnungen, Anmerkungen) | Höchstplatzierung, Gesamtwochen, AuszeichnungChartplatzierungen (Jahr, Titel, Platzierungen, Wochen, Auszeichnungen, Anmerkungen) | Anmerkungen                                                    |
| Jahr | Titel                   | DE | AT | CH | UK | US | Anmerkungen                                                    |
| ---- | ----------------------- | --- | --- | --- | --- | --- | -------------------------------------------------------------- |
| 2000 | Incognegro              | — | — | — | — | US179 (2 Wo.)US | Erstveröffentlichung: 16. Mai 2000                             |
| 2000 | Back for the First Time | — | — | — | — | US4 ×3Dreifachplatin · (55 Wo.)US                                                                                                 | Erstveröffentlichung: 16. Oktober 2000 Verkäufe: + 3.150.000   |
| 2001 | Word of Mouf            | DE98 (1 Wo.)DE | — | — | UK57 Gold · (3 Wo.)UK | US3 ×4Vierfachplatin · (59 Wo.)US                                                                                                 | Erstveröffentlichung: 5. November 2001 Verkäufe: + 4.215.000   |
| 2003 | Chicken-n-Beer          | DE87 (1 Wo.)DE | — | — | UK44 Gold · (7 Wo.)UK | US1 ×2Doppelplatin · (45 Wo.)US                                                                                                   | Erstveröffentlichung: 6. Oktober 2003 Verkäufe: + 2.800.000    |
| 2004 | The Red Light District  | — | — | CH91 (1 Wo.)CH | UK98 Silber · (1 Wo.)UK | US1 ×2Doppelplatin · (42 Wo.)US                                                                                                   | Erstveröffentlichung: 7. Dezember 2004 Verkäufe: + 2.110.000   |
| 2006 | Release Therapy         | — | — | CH57 (2 Wo.)CH | UK69 (1 Wo.)UK | US1 Platin · (32 Wo.)US | Erstveröffentlichung: 26. September 2006 Verkäufe: + 1.200.000 |
| 2008 | Theater of the Mind     | — | — | CH66 (1 Wo.)CH | — | US5 Gold · (23 Wo.)US | Erstveröffentlichung: 24. November 2008 Verkäufe: + 600.000    |
| 2010 | Battle of the Sexes     | — | — | CH82 (1 Wo.)CH | — | US1 Platin · (29 Wo.)US | Erstveröffentlichung: 9. März 2010 Verkäufe: + 1.000.000       |
| 2015 | Ludaversal              | — | — | — | UK86 (1 Wo.)UK | US3 (7 Wo.)US | Erstveröffentlichung: 30. März 2015                            |

## Filmografie
- 2001: The Wash
- 2003: 2 Fast 2 Furious
- 2004: L.A. Crash (Crash)
- 2005: Lil’ Pimp (Stimme für Weathers)
- 2005: Hustle & Flow
- 2006: Law & Order: Special Victims Unit (Fernsehserie, 2 Folgen)
- 2007: Die Gebrüder Weihnachtsmann (Fred Claus)
- 2008: Rock N Rolla (RocknRolla)
- 2008: Max Payne
- 2009: Gamer
- 2011: Freundschaft Plus (No Strings Attached)
- 2011: Justin Bieber: Never Say Never
- 2011: Fast & Furious Five (Fast Five)
- 2011: Happy New Year (New Year’s Eve)
- 2013: Fast & Furious 6
- 2015: Fast & Furious 7 (Furious 7)
- 2015: Empire (Fernsehserie, Folge 2x02)
- 2017: Fast & Furious 8 (The Fate of the Furious)
- 2018: Show Dogs – Agenten auf vier Pfoten (Show Dogs) (Stimme)
- 2020: John Henry
- 2021: Fast & Furious 9 (F9)
- 2022: End of the Road
- 2023: Fast & Furious 10 (Fast X)
- 2023: Viel Wirbel um Weihnachten (Dashing Through the Snow)

## Auszeichnungen
- American Music Awards
  - 2005: in der Kategorie „Favorite Male Hip-Hop Artist“

- BET Awards
  - 2002: in der Kategorie „Video of the Year“ (One Minute Man)
  - 2002: in der Kategorie „Best Male Hip-Hop Artist“
  - 2004: in der Kategorie „Viewer’s Choice“
  - 2004: in der Kategorie „Best Collaboration“ (Yeah!)
  - 2004: in der Kategorie „Video of the Year“ (Yeah!)
  - 2005: in der Kategorie „Best Male Hip-Hop Artist“
  - 2006: in der Kategorie „Best Actor“
  - 2007: in der Kategorie „Best Collaboration“ (Runaway Love)
  - 2009: in der Kategorie „Best Collaboration“ (I’m So Hood)

- Grammy
  - 2005: in der Kategorie „Best Rap / Sung Collaboration“ (Yeah!)
  - 2007: in der Kategorie „Best Rap Song“ (Money Maker)
  - 2007: in der Kategorie „Best Rap Album“ (Release Therapy)

- MTV Video Music Awards
  - 2004: in der Kategorie „Best Male Video“ (Yeah!)
  - 2004: in der Kategorie „Best Dance Video“ (Yeah!)
  - 2005: in der Kategorie „Best Rap Video“ (Number One Spot)

- Screen Actors Guild Award
  - 2005: in der Kategorie „Outstanding Cast in a Motion Picture“ (Crash)